# Malthonea keili
Malthonea keili es una especie de escarabajo longicornio del género Malthonea, tribu Desmiphorini, subfamilia Lamiinae. Fue descrita científicamente por Santos-Silva, Galileo & McClarin en 2018.
La especie se mantiene activa durante el mes de noviembre.

## Descripción
Mide 6 milímetros de longitud.

## Distribución
Se distribuye por Ecuador.